# 1919 en Géorgie
Chronologie de la Géorgie
- 1915
- 1916
- 1917
- 1918
- 1919
- 1920
- 1921
- 1922
- 1923

Cette page recense des événements qui se sont produits durant l'année 1919 en Géorgie.

Blason de la République démocratique de Géorgie

## Évènements

### Janvier
- 11 janvier
  - Troubles ethniques dans la région de Tskhinvali (Ossétie du Sud). Intervention de la Garde populaire (commandée par Valiko Djoughéli).
- 23 janvier
  - Adoption par l’assemblée parlementaire provisoire de la réforme agraire proposée par Noé Khomériki[1].
- 26 janvier
  - Naissance du chimiste Nikoloz Landia (décédé en 1984)[2].

### Février
- 3 février
  - Naissance du joueur d’échec Vakhtang Karseladze (décédé en 1966)[3].
- 8 février
  - Décès durant la guerre civile russe de Chermadine Askourava (Shalva Askurava), dirigeant bolchevique (né en 1897).
- 14 au 17 février
  - Élections parlementaires (Assemblée constituante); résultat à 81,5% sociale-démocrate ; Nicolas Tchkhéidzé élu président.
- 22 février
  - Décès du linguiste Ioseb Kipchidze (né en 1882)[4].
- 27 février
  - Décès du pédagogue Ioseb Otskheli (né en 1862).

### Mars
- Conférence de la paix de Paris ; Georges Clemenceau et David Lloyd George font récuser certaines personnes de la délégation géorgienne ; Nicolas Tchkhéidzé — avec Irakli Tsérétéli comme adjoint et Sossipatré Assathiany comme secrétaire —, propose un tutorat britannique (ou français) pour les affaires étrangères (et la défense) et une pleine souveraineté pour les affaires intérieures.
- 5 mars
  - Décès du compositeur Artchil Tchimakadze[5].
- 12 mars
  - Décès de la poétesse Nino Orbéliani (née en 1838)[6].
- 21 mars
  - Formation du 3ème gouvernement de la République démocratique de Géorgie, homogène social-démocrate, présidé par Noé Jordania.

### Avril
- 1er avril
  - Congrès des syndicats géorgiens à Tiflis.
- 17 avril
  - Combats en Abkhazie entre les armées russes blanches (général Anton Denikine) et l'armée nationale géorgienne (renforcée d'éléments de la Garde nationale).

### Mai
- 16 mai
  - Arrivée à Tiflis d'une mission diplomatique italienne.
- 21 mai
  - Naissance du gynécologue Konstantiné Tchavtchava.
- 26 mai
  - Émission du premier timbre postal géorgien.

### Juin
- 16 juin
  - Traité d'alliance militaire avec la République démocratique d'Azerbaïdjan[7].

### Juillet
- Mise en place d'un Sénat, avec membres élus par assemblée parlementaire, afin de superviser le respect et la défense des lois et pour assurer l'adhésion stricte à celles-ci par toutes les organisations, personnes et organes locaux de gouvernement[8].

### Août
- 31 août
  - Décès du poète Parmen Tsakheli (né en 1866)[9].

### Septembre
- Évacuation des troupes britanniques du territoire géorgien (à l'exception de Batoumi)[10].

### Octobre
- 2 octobre
  - Visite à Tiflis d'une mission militaire américaine (général James Harbord).

### Novembre
- Rébellion ossète : conflit ethnique attisé par la transposition du contentieux idéologique entre Bolcheviks (défenseur du petit paysan ossète opprimé) au pouvoir à Moscou et Mencheviks géorgiens au pouvoir à Tiflis : intervention militaire géorgienne[11].

### Décembre
- 31 décembre
  - Production annuelle de manganèse : 65 000 tonnes (dont 39 000 exportées) pour 26 000 tonnes en 1918 / production annuelle de charbon: 36 000 tonnes[12].
  - Nombre de coopératives de crédit: 148 367 / nombre de coopératives de consommation : 127 750[13].
  - Nombre de bibliothèques et salles de lecture : 2 112[14].